# Дилемма Уорнока
Дилемма Уорнока, названная в честь её автора Брайана Уорнока (англ. Bryan Warnock), заключается в том, что отсутствие реакции на сообщение в списке рассылки, Usenet-новостях или Интернет-форуме можно понимать по-разному. Отсутствие реакции не обязательно означает, что никто не заинтересован в предложенной теме. О дилемме часто говорят, пытаясь определить, почему нет ответов на пост, или сослаться на сообщение, на которое не было ответа.

## Описание
Отсутствие ответа на пост может быть вызвано пятью причинами:
1. Пост содержит правильную, хорошо изложенную информацию, которая не нуждается в последующих комментариях. По обсуждаемой теме нечего больше добавить, кроме как «Да-да, именно так, как он сказал».
2. Пост — сплошной вздор, и никто не хочет тратить время и трафик даже на то, чтобы на это указать.
3. Пост по какой-либо причине никто не прочитал.
4. Пост никто не понял, но и разъяснений по какой-либо причине никто не попросил.
5. Пост по какой-либо причине никого не интересует.
Bryan C. Warnock

## Список литературы
1. ↑  Re: RFCs: two proposals for change Архивная копия от 11 октября 2004 на Wayback Machine -- Оригинальное описание дилеммы (англ.)